# Leichtathletik-Europameisterschaften 2010/Diskuswurf der Frauen

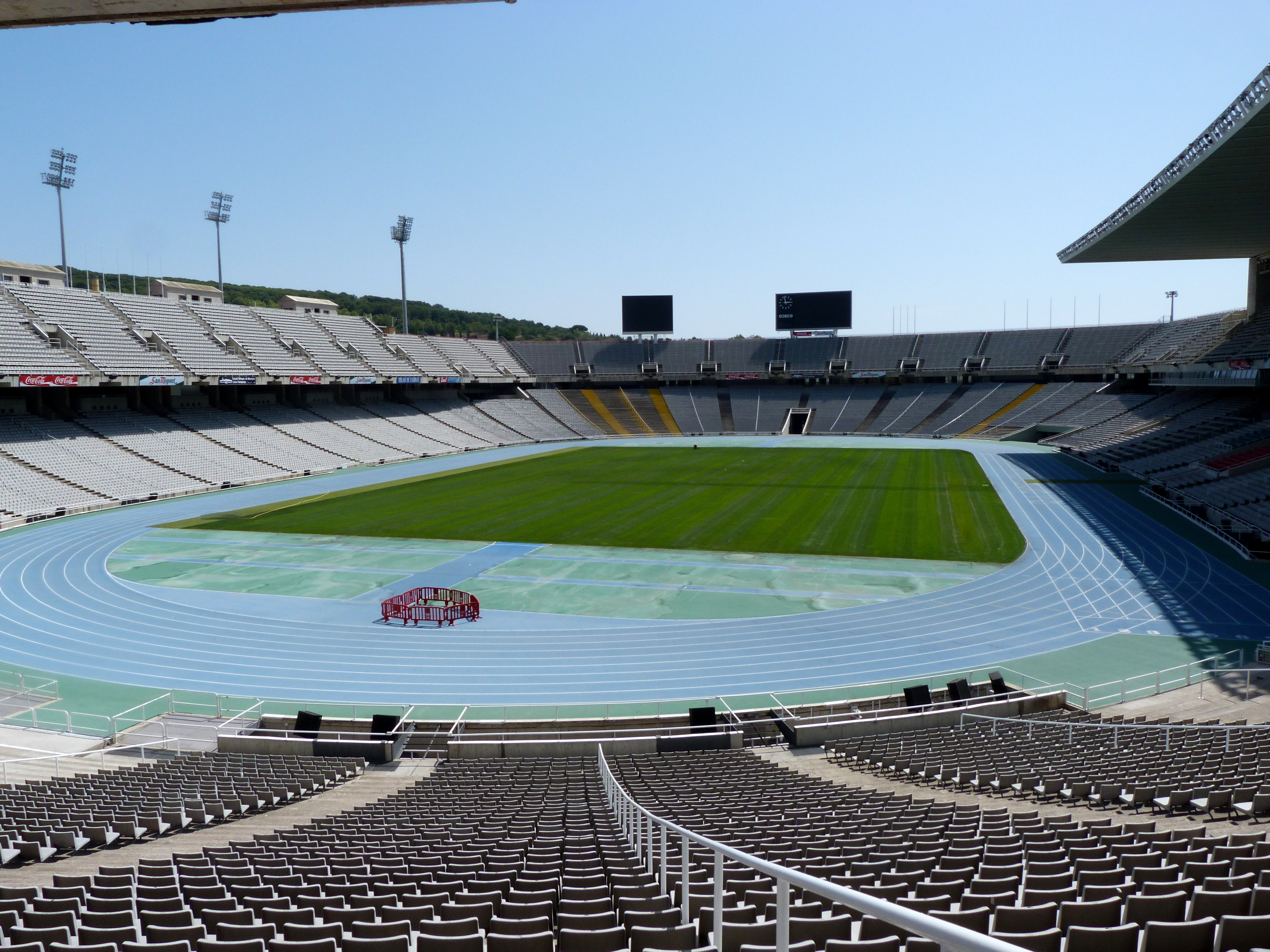
Das Olympiastadion Estadi Olímpic Lluís Companys
Barcelona im Jahr 2012

Der Diskuswurf der Frauen bei den Leichtathletik-Europameisterschaften 2010 wurde am 27. und 28. Juli 2010 im Olympiastadion Estadi Olímpic Lluís Companys der spanischen Stadt Barcelona ausgetragen.
Europameisterin wurde die Kroatin Sandra Perković, die ihren ersten großen internationalen Erfolg verzeichnete. Sie gewann vor der Rumänin Nicoleta Grasu, WM-Zweite 2001, WM-Dritte 1999/2007/2009 und EM-Dritte 1998/2006. Bronze ging an die Polin Joanna Wiśniewska.

## Bestehende Rekorde
| Weltrekord           | 76,80 m | Gabriele Reinsch | Neubrandenburg, DDR (heute Deutschland) | 9. Juli 1988    |
| Europarekord         | 76,80 m | Gabriele Reinsch | Neubrandenburg, DDR (heute Deutschland) | 9. Juli 1988    |
| Meisterschaftsrekord | 71,36 m | Diana Sachse     | EM Stuttgart, BR Deutschland            | 28. August 1986 |

Auch bei diesen Europameisterschaften blieb der bereits seit 1986 bestehende EM-Rekord unerreicht. Die größte Weite erzielte die kroatische Europameisterin Sandra Perković im Finale mit 64,57 m, womit sie 6,79 m unter dem Rekord blieb. Zum Welt- und Europarekord fehlten ihr 12,23 m.

## Legende
Kurze Übersicht zur Bedeutung der Symbolik – so üblicherweise auch in sonstigen Veröffentlichungen verwendet:
| NM  | keine Weite (no mark) |
| ogV | ohne gültigen Versuch |
| –   | verzichtet            |
| x   | ungültig              |

## Qualifikation
23 Wettbewerberinnen traten in zwei Gruppen zur Qualifikationsrunde an. Drei von ihnen (hellblau unterlegt) übertrafen die Qualifikationsweite für den direkten Finaleinzug von 60,00 m. Damit war die Mindestzahl von zwölf Finalteilnehmerinnen nicht erreicht. Das Finalfeld wurde mit den neun nächstplatzierten Sportlerinnen (hellgrün unterlegt) auf zwölf Werferinnen aufgefüllt. So reichten für die Finalteilnahme schließlich 57,19 m.

### Gruppe A

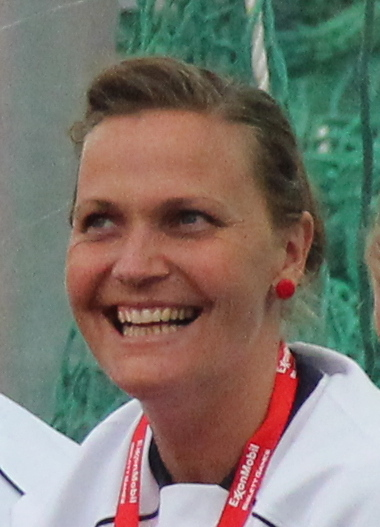
Grete Etholm schaffte es mit 54,01 m nicht ins Finale

27. Juli 2010, 12:45 Uhr
| Platz | Name              | Nation      | Resultat (m) | 1. Versuch (m) | 2. Versuch (m) | 3. Versuch (m) |
| 1     | Dragana Tomašević | Serbien     | 59,24        | 58,60          | 59,24          | 57,89          |
| 2     | Zinaida Sendriūtė | Litauen     | 58,98        | 57,51          | 58,98          | x              |
| 3     | Anna Söderberg    | Schweden    | 58,96        | 58,96          | 57,97          | x              |
| 4     | Joanna Wiśniewska | Polen       | 58,93        | 58,93          | 57,82          | 58,67          |
| 5     | Sabine Rumpf      | Deutschland | 58,41        | 58,41          | x              | 57,87          |
| 6     | Monique Jansen    | Niederlande | 57,75        | 55,09          | 55,83          | 57,75          |
| 7     | Sandra Perković   | Kroatien    | 57,70        | 49,25          | 57,70          | x              |
| 8     | Natalja Sadowa    | Russland    | 57,19        | 54,96          | 57,19          | x              |
| 9     | Liliana Cá        | Portugal    | 55,47        | 52,63          | 55,47          | x              |
| 10    | Grete Etholm      | Norwegen    | 54,01        | 40,63          | 52,17          | 54,01          |
| 11    | Irache Quintanal  | Spanien     | 50,81        | 48,40          | 50,81          | x              |
| NM    | Tanja Komulainen  | Finnland    | ogV          | x              | x              | x              |

### Gruppe B

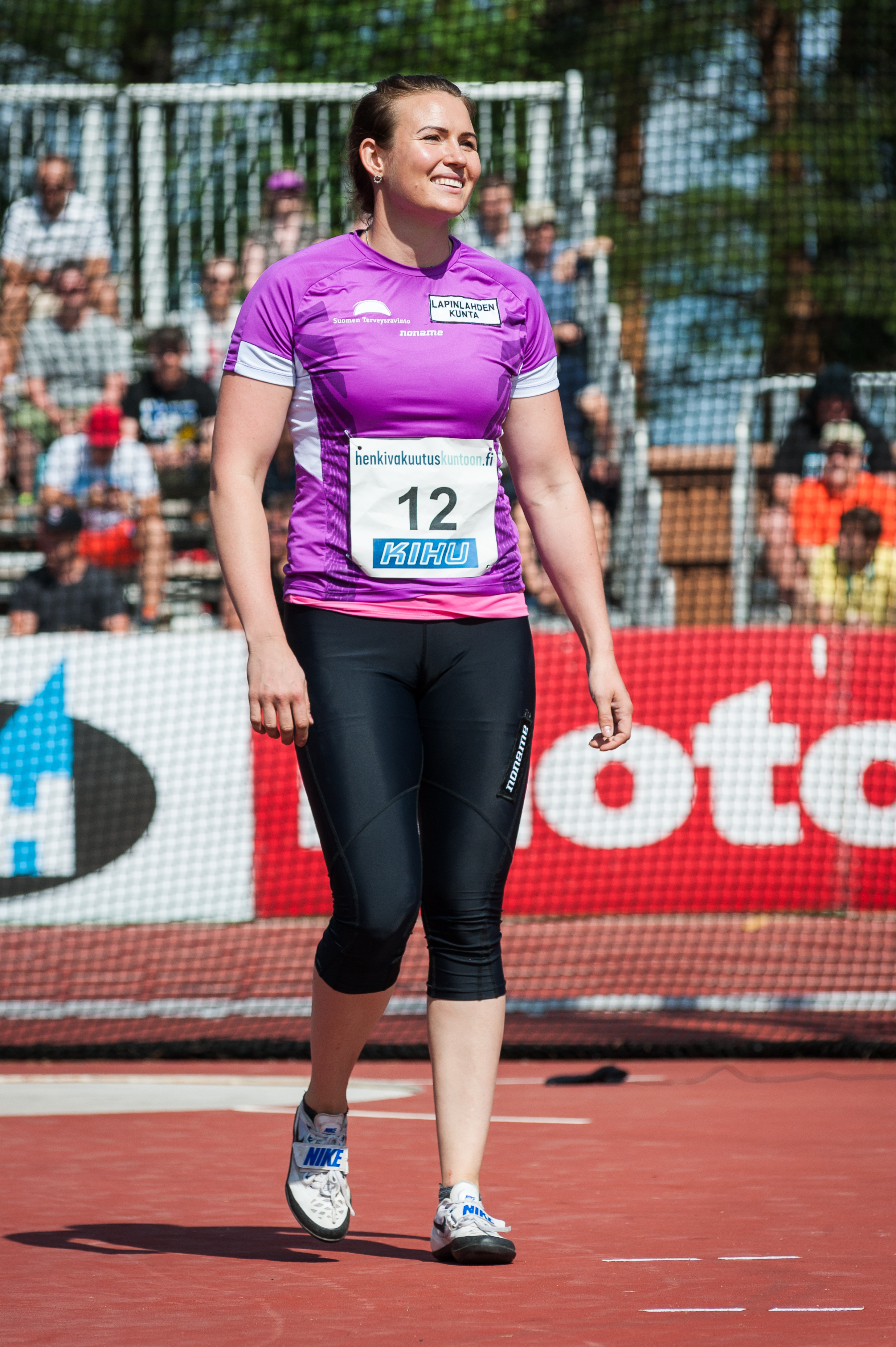
Sanna Kämäräinen hatte mit 53,07 m keine Chance auf die Finalteilnahme
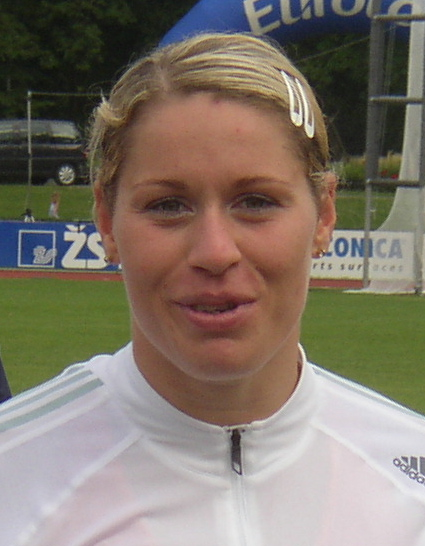
Věra Cechlová, Olympiadritte 2004 und WM-Dritte 2005, blieb in der Qualifikation ohne gültigen Versuch

27. Juli 2010, 13:55 Uhr
| Platz | Name             | Nation      | Resultat (m) | 1. Versuch (m) | 2. Versuch (m) | 3. Versuch (m) |
| 1     | Nicoleta Grasu   | Rumänien    | 62,10        | x              | 55,60          | 62,10          |
| 2     | Nadine Müller    | Deutschland | 60,54        | 60,54          | –              | –              |
| 3     | Wioletta Potępa  | Polen       | 60,45        | x              | 56,91          | 60,45          |
| 4     | Swetlana Saikina | Russland    | 56,32        | 55,42          | 10,55          | 56,32          |
| 5     | Żaneta Glanc     | Polen       | 55,50        | x              | x              | 55,50          |
| 6     | Kateryna Karsak  | Ukraine     | 55,41        | x              | 55,41          | x              |
| 7     | Vera Begić       | Kroatien    | 55,04        | 54,66          | x              | 55,04          |
| 8     | Sofia Larsson    | Schweden    | 54,50        | x              | 50,69          | 54,50          |
| 9     | Laura Bordignon  | Italien     | 53,82        | 53,82          | 52,59          | x              |
| 10    | Sanna Kämäräinen | Finnland    | 53,07        | 53,07          | 52,94          | x              |
| NM    | Věra Cechlová    | Tschechien  | ogV          | x              | x              | x              |

## Finale
28. Juli 2010, 18:30 Uhr
| Platz | Name              | Nation      | Resultat (m) | 1. Versuch (m) | 2. Versuch (m) | 3. Versuch (m) | 4. Versuch (m)                              | 5. Versuch (m)                              | 6. Versuch (m)                              |
| 1     | Sandra Perković   | Kroatien    | 64,57        | 62,98          | 60,94          | 55,04          | 60,95                                       | 62,43                                       | 64,57                                       |
| 2     | Nicoleta Grasu    | Rumänien    | 63,48        | 63,48          | 61,02          | 63,07          | 60,22                                       | x                                           | 58,34                                       |
| 3     | Joanna Wiśniewska | Polen       | 62,37        | 59,45          | x              | 56,32          | 62,37                                       | x                                           | x                                           |
| 4     | Natalja Sadowa    | Russland    | 61,20        | 60,43          | x              | x              | x                                           | 61,10                                       | 61,20                                       |
| 5     | Zinaida Sendriūtė | Litauen     | 60,70        | 60,48          | 57,20          | 59,47          | 57,89                                       | 57,01                                       | 60,70                                       |
| 6     | Dragana Tomašević | Serbien     | 60,10        | 59,38          | x              | 60,10          | 56,71                                       | x                                           | 59,21                                       |
| 7     | Sabine Rumpf      | Deutschland | 58,89        | 56,80          | 55,81          | 58,56          | 58,83                                       | 58,89                                       | 57,77                                       |
| 8     | Nadine Müller     | Deutschland | 57,78        | 57,78          | x              | 55,58          | 56,39                                       | 56,59                                       | x                                           |
| 9     | Monique Jansen    | Niederlande | 56,29        | 55,05          | x              | 56,29          | nicht im Finale der besten acht Werferinnen | nicht im Finale der besten acht Werferinnen | nicht im Finale der besten acht Werferinnen |
| 10    | Swetlana Saikina  | Russland    | 56,09        | 56,09          | x              | x              | nicht im Finale der besten acht Werferinnen | nicht im Finale der besten acht Werferinnen | nicht im Finale der besten acht Werferinnen |
| 11    | Anna Söderberg    | Schweden    | 55,60        | 55,60          | x              | 53,62          | nicht im Finale der besten acht Werferinnen | nicht im Finale der besten acht Werferinnen | nicht im Finale der besten acht Werferinnen |
| 12    | Wioletta Potępa   | Polen       | 55,48        | x              | 55,48          | 55,13          | nicht im Finale der besten acht Werferinnen | nicht im Finale der besten acht Werferinnen | nicht im Finale der besten acht Werferinnen |

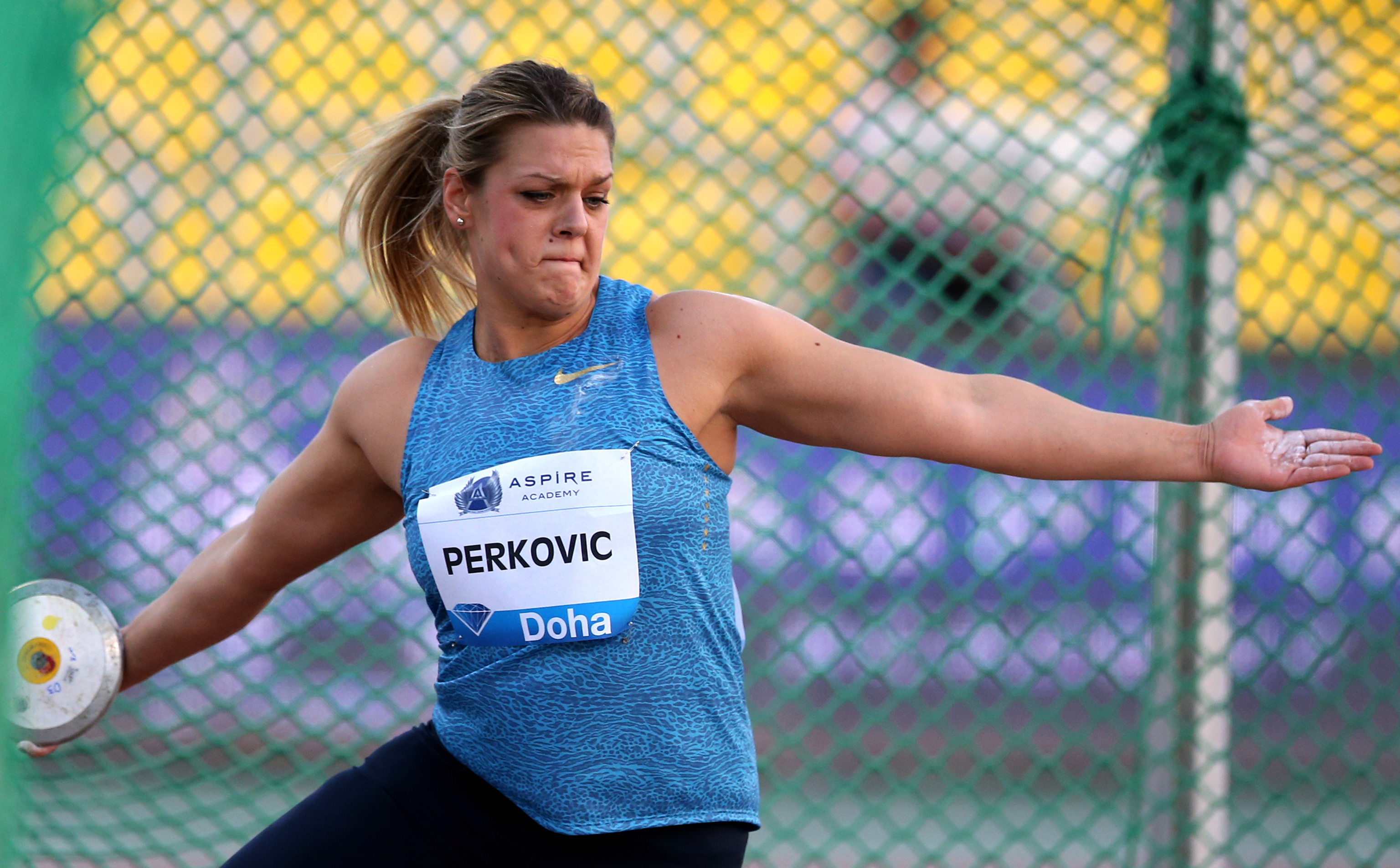
Sandra Perković errang ihren ersten großen internationalen Titel – viele weitere sollten folgen
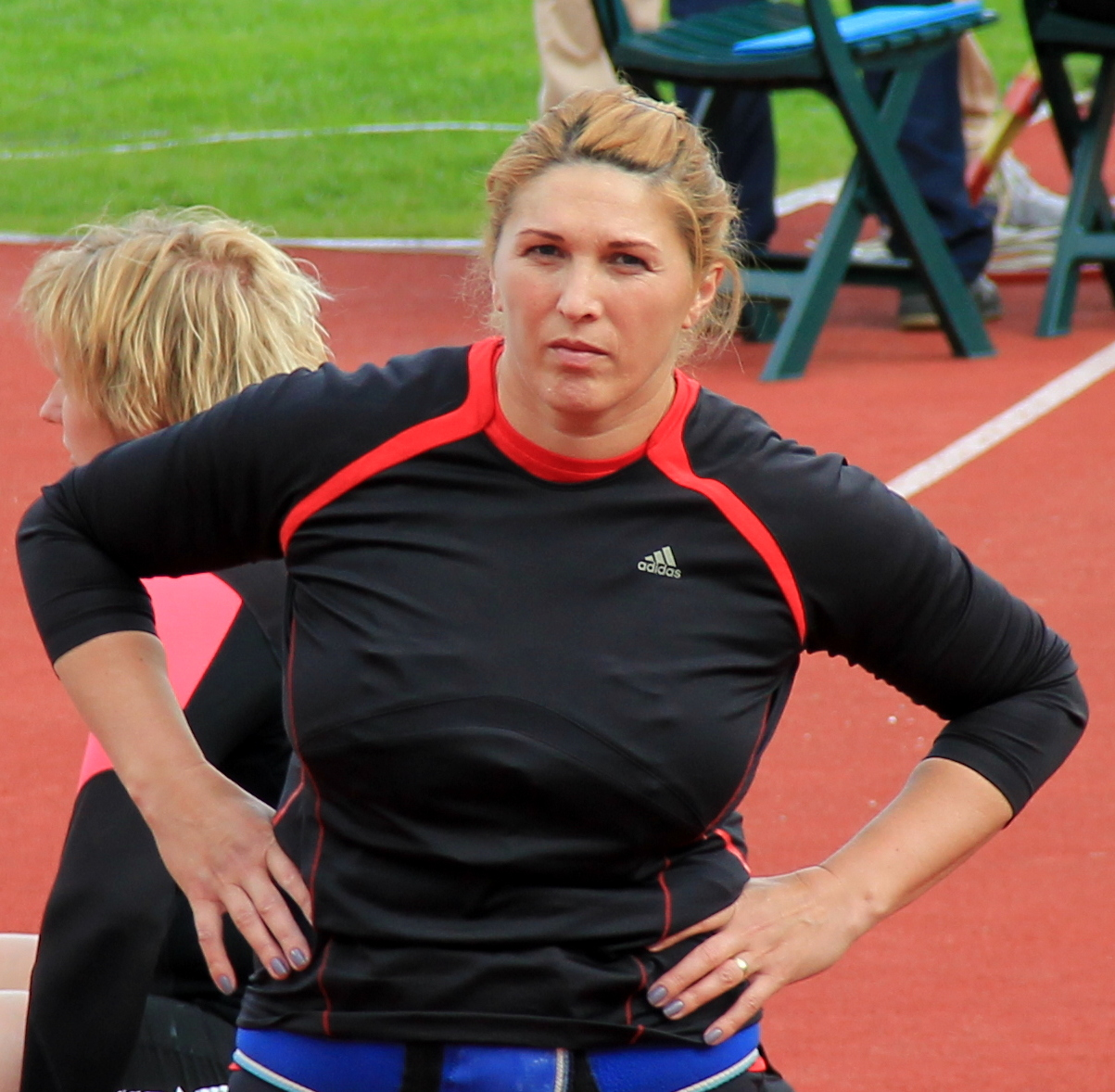
Vizeeuropameisterin Nicoleta Grasu fügte ihrer Sammlung eine weitere Medaille hinzu
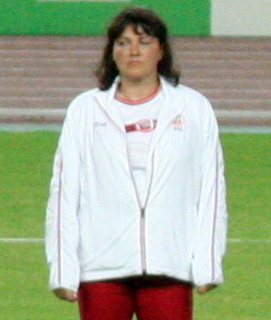
Bronzemedaillengewinnerin Joanna Wiśniewska

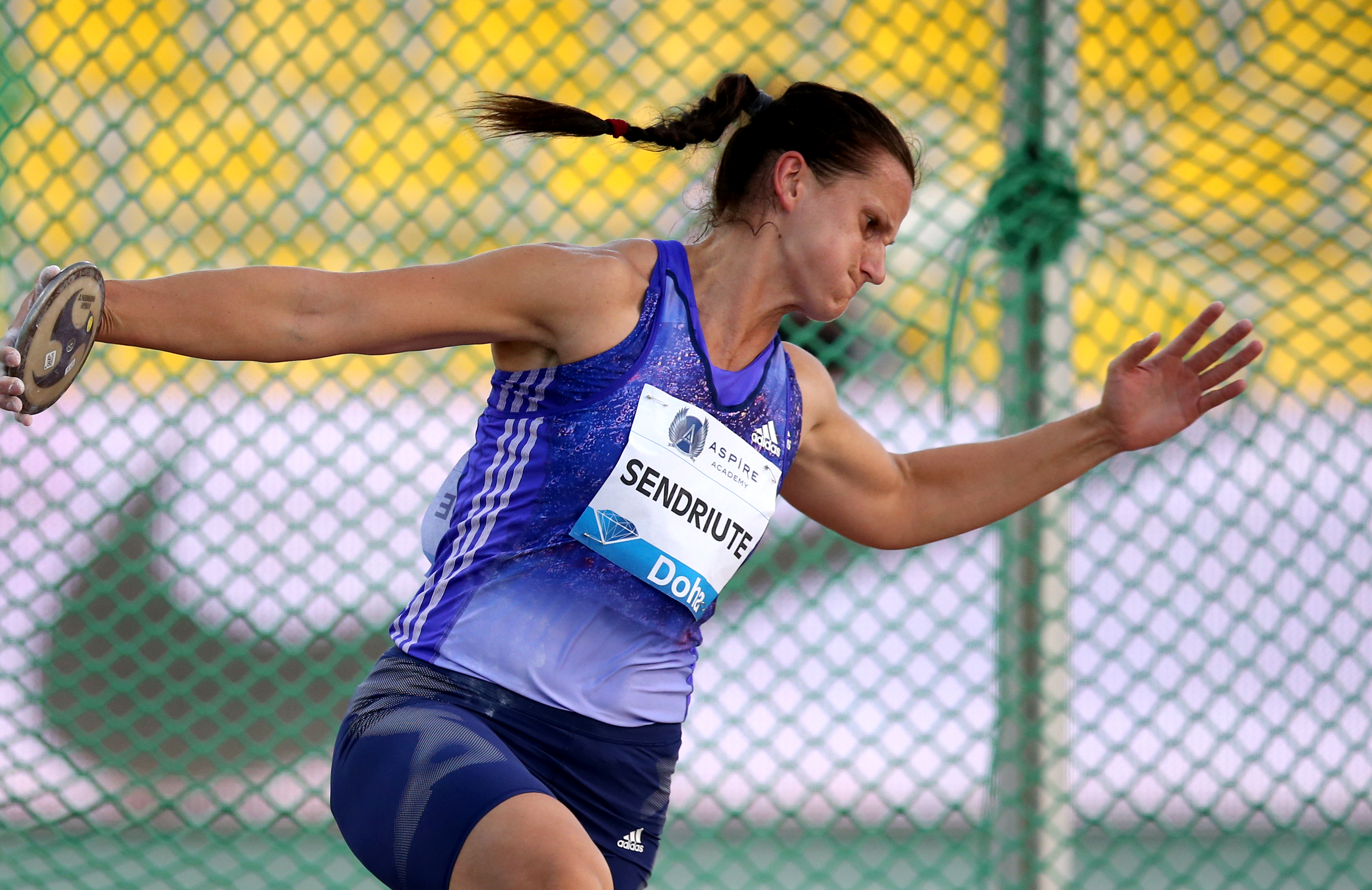
Zinaida Sendriūtė wurde Fünfte
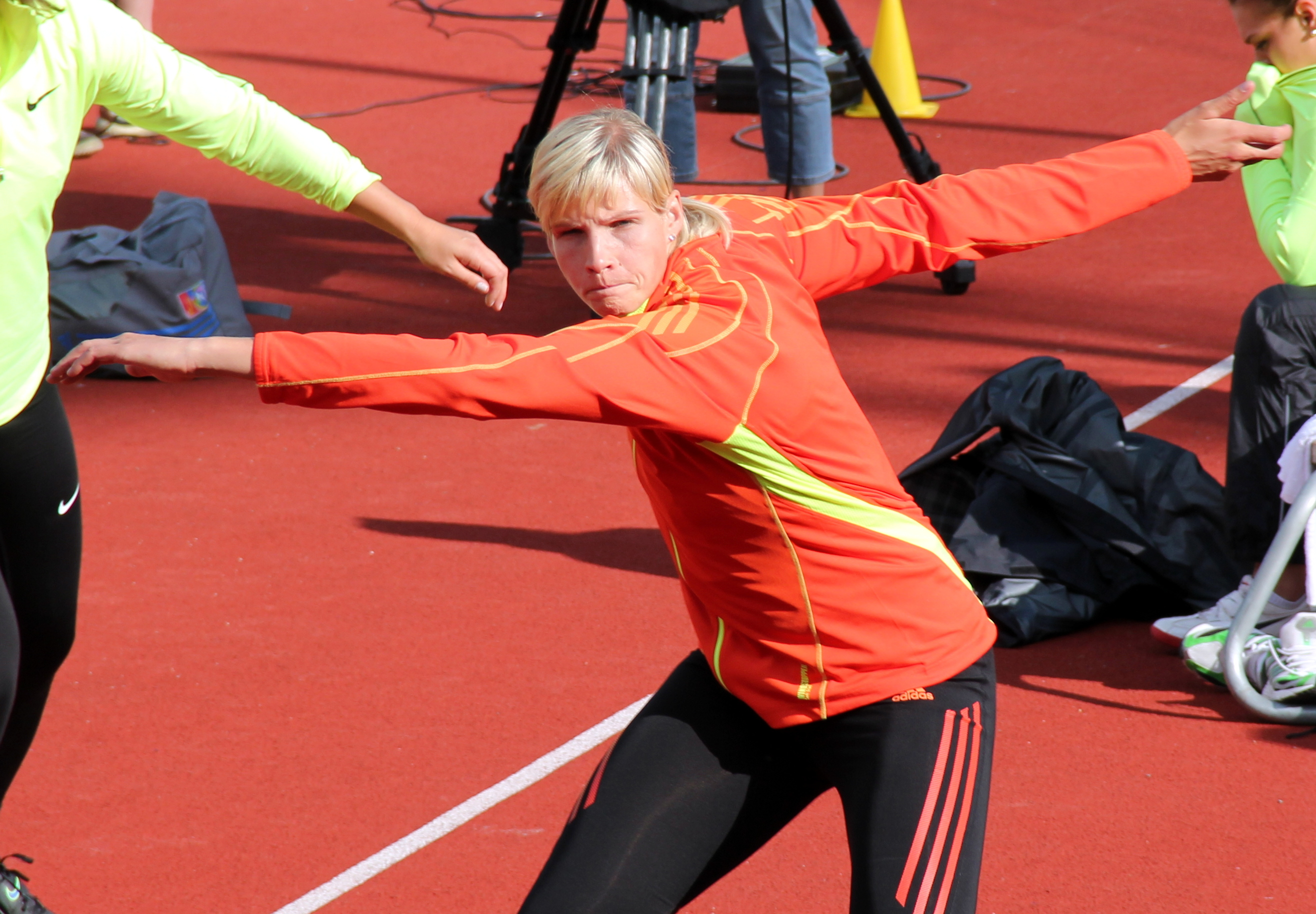
Nadine Müller war mit ihrem achten Platz sicherlich nicht zufrieden
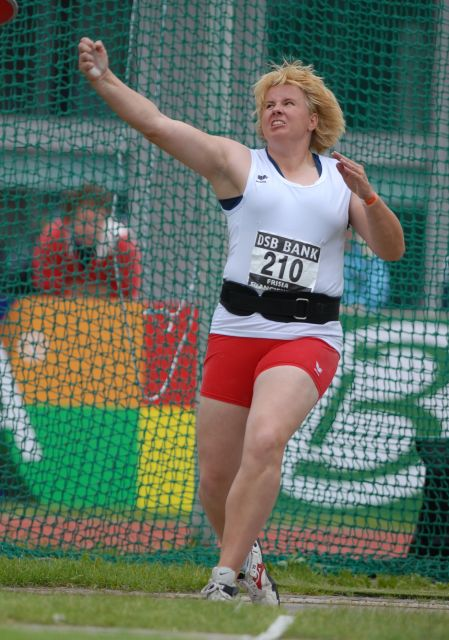
Rang neun für Monique Jansen

## Videolink
- Womens Shot European Champs 2010 Barcelona, youtube.com, abgerufen am 21. Februar 2023